# Franz Olbert
Franz Olbert (27. července 1935 Slatina – 11. ledna 2023 Mnichov) byl německý aktivista, původem sudetský Němec z Hřebečska, nositel české medaile Za zásluhy.

## Život
Jako chlapec byl po druhé světové válce v roce 1946 se svou rodinou odsunut z Československa do Bavorska. Poté se vyučil mechanikem, neboť na studia neměla rodina finance. Po úspěšném vyučení ovšem nemohl najít zaměstnání a tak začal navštěvovat kurz, který zahrnoval především historii společenské vědy. Zde ho objevil duchovní rádce organizace Ackermann-Gemeinde a přiměl ho ucházet se o práci v této organizaci.
Žil Mnichově, kde v roce 2023 ve věku 87 let zemřel.

### Činnost
Nejprve v rámci své působnosti organizoval setkání členů sdružení Ackermann-Gemeinde. V roce 1960 začal působit v hlavní kanceláři v Mnichově a zároveň převzal sekretariát pro práci s mládeží. Od roku 1961 měl na starosti sekretariát pro vysídlenou katolickou mládež. V roce 1976 se stal sekretářem katolické sekce německého sdružení Ackermann-Gemeinde (organizace katolíků z bývalého území Sudet). V této funkci působil do roku 1999. Po této funkci pracuje v Česko-německém fondu budoucnosti. Dále je angažovaný v organizaci Renovabis či v Centrálním komité německých katolíků.
Díky této organizaci se mu podařilo zajistit křesťanům v Československu vše, co potřebovali. Ať už šlo o vybavení, materiály, léky nebo současnou náboženskou literaturu. Kontakt udržoval s pražským arcibiskupem kardinálem Františkem Tomáškem.
Byl oceněn ministrem zahraničí Cyrilem Svobodou resortním vyznamenáním Gratias agit. Dne 28. října 2005 převzal od prezidenta Václava Klause státní vyznamenání Medaile Za zásluhy.
Je autorem publikace Cesta ke smíření z roku 1992. Byl spoluzakladatelem a členem správní rady Nadace Bernarda Bolzana v Praze, se kterou v roce 1992 inicioval Jihlavské sympozium.